# Panzerzug Generał Iwaszkiewicz
Der Panzerzug Generał Iwaszkiewicz war ein improvisierter polnischer Panzerzug aus der Zeit des Polnisch-Sowjetischen Krieges.

## Geschichte
Zusammengestellt wurde der Panzerzug Generał Iwaszkiewicz im Frühjahr 1920. Den Namen erhielt er zu Ehren des General Wacław Iwaszkiewicz-Rudoszański. Mit der Außerdienststellung des Panzerzug Gromobój erhielt er die Nummer 6 und wurde als Pociąg pancerny 6 „Generał Iwaszkiewicz“ (kurz: P.P., deutsch: Panzerzug) gelistet.

## Technische Daten

### Lokomotive

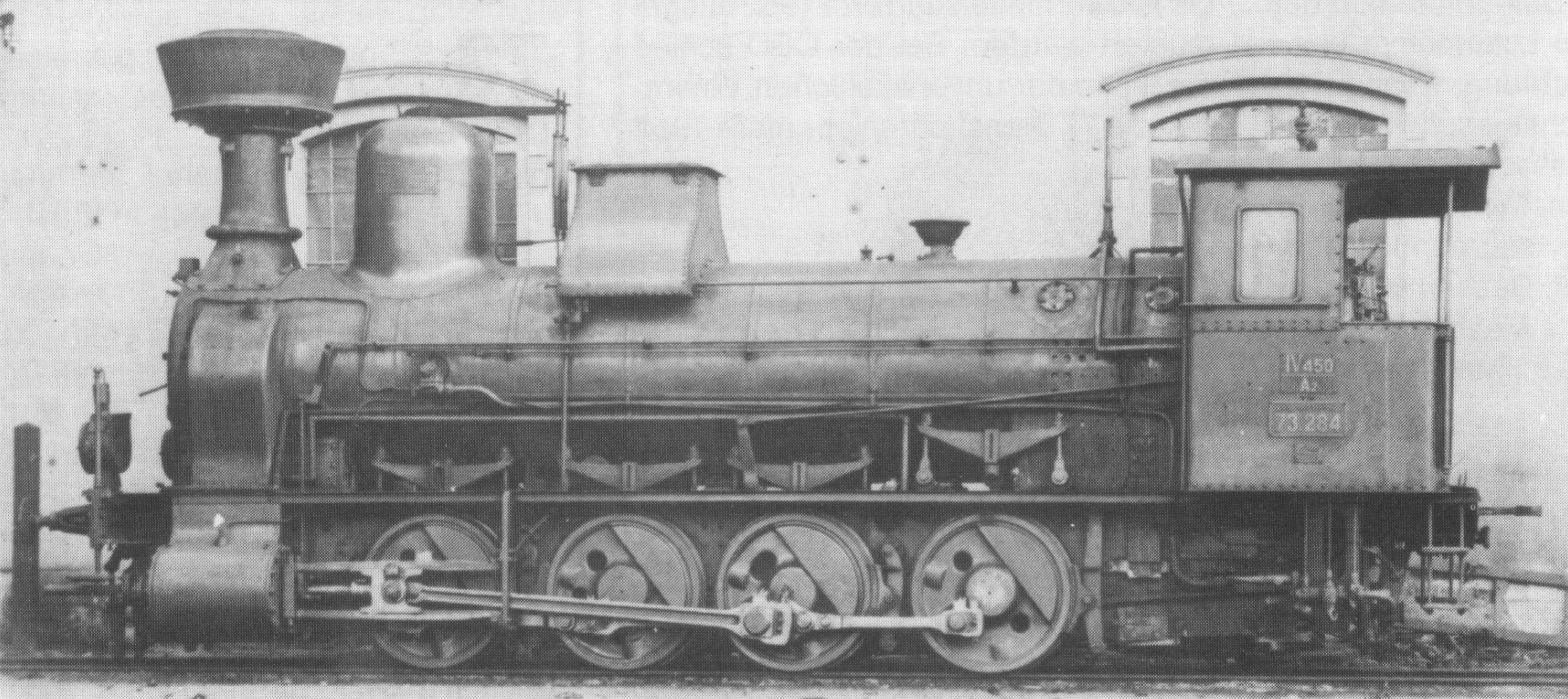
Ungepanzerte KkStB 73

Die Dampflokomotive des Panzerzug Generał Iwaszkiewicz war eine der Baureihe kkStB 73, welche komplett gepanzert war.

### Artilleriewagen
Der Panzerzug Generał Iwaszkiewicz verfügte über mindestens einen Artilleriewagen / Kanonenwgen mit einer 8-cm-Feldkanone M. 05. Diese befand sich in einem drehbaren, runden Geschützturm, welcher auf der Stirnseite des Wagens montiert war. Dahinter befand sich ein gepanzerter Aufbau mit einem Kommando- und Beobachtungsturm. Dieser konnte nach vorne, über den Geschützturm hinweg, und zu beiden Seiten mit Maschinengewehren wirken.

### Maschinengewehrwagen
Der Panzerzug Generał Iwaszkiewicz verfügte über mindestens einen Maschinengewehrwagen. Dieser war ein ehemaliger gedeckter Güterwagen mit vier Maschinengewehren, zwei auf jeder Seite. Zusätzlich verfügte er über einen kleinen Kommandoturm auf einer Stirnseite.

### Abstoßwagen
An beiden Enden des Zuges befanden sich zweiachsige Flachwagen, welche als Abstoßwagen dienten. Sie sollten den Panzerzug vor Minen oder Entgleisung schützen und Gefahren vor den wichtigen Wagen zu beseitigen. Zusätzlich dienten sie zum Transport von Material wie Schienen, Bahnschwellen, Fahrrädern oder sonstigem Material.

## Einsatz
Der Panzerzug Generał Iwaszkiewicz wurde während der ersten Tage des polnisch-sowjetischen Krieges im Bereich der polnischen 6. Armee eingesetzt. Zwischen dem 25. April und dem 7. Mai 1920 operierte der Panzerzug, neben weiteren, auf verschiedenen Eisenbahnstrecken.
Am 7. Mai 1920 erreichte der Panzerzug Generał Iwaszkiewicz, zusammen mit dem Panzerzug Pionier den Eisenbahnknotenpunkt Wapnjarka bei Kiew. Nach einem kurzen Gefecht gegen sowjetischen Kavallerieeinheiten, konnte dieser Erobert werden. Die feindlichen Truppen zogen sich nach Uman zurück. Die polnischen Truppen konnten 140 Wagen verschiedenster Art am Eisenbahnknotenpunkt erbeuten. Mit dem Schutz der eigenen Infanterie griffen der Panzerzug Generał Iwaszkiewicz und Panzerzug Pionier weiter an. Nach kurzer Zeit war der Bereich gesichert und die Panzerzüge begannen mit Patrouillenfahrten. Bis Ende Mai 1920 wurde der Panzerzug Generał Iwaszkiewicz immer wieder, zusammen mit Infanterieeinheiten, eingesetzt.
Mit dem weitern Vormarsch in Richtung Osten, konnten die Normalspurzüge nicht weiter eingesetzt werden, da auf dem russischen Gebiet die Gleise für Breitspurbahnen ausgelegt waren. Ein Umbau der Züge würde zu lange dauern und wäre damals zu aufwendig gewesen. Dadurch wurde der Panzerzug Generał Iwaszkiewicz nur noch für Sicherungsaufgaben im Hinterland genutzt.
Während des Rückzugs der polnischen 6. Armee operierte der Panzerzug Generał Iwaszkiewicz auf der Eisenbahnstrecke zwischen Wapniarka und Schmerynka. Dabei deckte er, mit dem Panzerzug Pionier, immer wieder den Rückzug der eigenen Infanterie. Nach und nach zogen sich auch die beiden Panzerzüge immer weiter in Richtung Schmerynka zurück. Dabei feuerten sie abwechselnd auf die feindlichen Kräfte und verzögerten erfolgreich deren Vorstoß. Hinter den Panzerzügen wurden Abschnittsweise die Gleise beschädigt. Die sowjetischen Truppen reparierten zügig die beschädigten Gleise und griffen mit mehreren Panzerzügen an. Dadurch wurde die polnische 12. Infanteriedivision am 4. Juli 1920 zum Rückzug gezwungen. Unterstützung erhielten sie vom Panzerzug Generał Iwaszkiewicz, welcher sich nach mehreren erhaltenen Treffern nach Doraź zurückziehen mussten.
Am 5. Juli 1920 wurde der Panzerzug nach Podolien geschickt um feindliche Angriff abzuwehren. Unterstützung erhielt er durch den alliierten Panzerzug Ukraina. Noch am gleichen Tag kam es zu einem Gefecht im Bereich von Komarowe. Dabei musste der Panzerzug Generał Iwaszkiewicz gegen fünf feindliche Panzerzüge antreten. Aufgrund schlechter Gefechtsführung und Verwirrung, konnte der Panzerzug die Schlacht gewinnen und die feindlichen Panzerzüge zum Rückzug zwingen.
Nachdem sowjetische Truppen die Stadt Brody am 25. Juli 1920 angriffen, wurde der Panzerzug Generał Iwaszkiewicz dort eingesetzt. Dieser konnte, trotz Unterstützung von Infanterie, eine Eroberung der Stadt am 3. August 1920 nicht verhindern. Einige Tage später traf der Panzerzug auf den sowjetischen Panzerzug Krasny Kawalerist, welchen er durch mehrere Treffer zum Rückzug zwang. Wenige Tage später beteiligte sich der Panzerzug an der Schlacht um Lwiw. Hier gelang es, den Vormarsch der feindlichen Truppen zu verzögern. Dies gelang durch das Zusammenspiel mit demPanzerzug Piłsudczyk, dem Panzerzug Chrobry und dem Panzerzug Stefan Batory, sowie zwei weiteren alliierten Panzerzügen. Am 9. August 1920 gelang es dem Panzerzug Generał Iwaszkiewicz einen feindlichen Panzerzug im Raum Radziwiłłów zu beschädigen und zum Rückzug zu zwingen. Dennoch mussten sich im späteren Verlauf auch die polnischen Truppen zurückziehen, da der Druck der feindlichen Kräfte immer stärker wurde.
Ab dem 14. August 1920 wurde der Panzerzug Generał Iwaszkiewicz der 13. Infanteriedivision und der Eisenbahnlinie zwischen Krasna und Sboriwzugewiesen. Im weiteren Verlauf führte der Panzerzug Patrouillentätigkeiten im Raum Zadwórze durch. Bei einem Gefecht mit einem feindlichen Panzerzug am 29. August wurde der Panzerzug schwer beschädigt und musste sich zurückziehen. Kurz vorher begann die polnische Gegenoffensive und die sowjetischen Truppen konnten vor Warschau gestoppt werden. Beim Gegenstoß wurde geriet der Panzerzug erneut unter Feuer durch einen feindlichen Panzerzug und wurde schwer beschädigt. Über Reparaturen oder eine weitere Nutzung des Panzerzuges ist ab diesem Zeitpunkt nichts bekannt.

## Zugpersonal
- Zugkommandant Leutnant Juliusz Jeż[11]
- Zugkommandant Leutnant Tadeusz Frasunkiewicz[11]
- Zugkommandant Leutnant Jan Szczerski[11]
- Artillerieoffizier Leutnant Włodzimierz Małek[11]
- Infanteriezugführer Oberleutnant Roman Różycki[11]
- Sanitätsoffizier Oberleutnant Józef Friedberg[11]
- Sanitätsoffizier Leutnant Roman Reichert[11]
- Sanitätsoffizier Kadett Antoni Giziński[11]
- Oberleutnant Michał Hałabura[11]